# Micropyrum tenellum
Micropyrum tenellum là một loài thực vật có hoa trong họ Hòa thảo. Loài này được (L.) Link mô tả khoa học đầu tiên năm 1844.

## Hình ảnh